# Житник Олексій Васильович
Олексій Васильович Житник (нар.23 жовтня 1952) — радянський футболіст, що грав на позиції воротаря. Відомий за виступами в низці радянських команд різних ліг, у тому числі у складі харківського «Металіста» у вищому радянському дивізіоні.

## Клубна кар'єра
Олексій Житник розпочав займатися футболом у футбольній школі київського «Динамо», але дебютував він на футбольному полі в 1971 році в складі команди другої ліги СРСР «Автомобіліст» з Термеза. У цьому ж році він повернувся до України, де грав за команду другої ліги «Авангард» з Ровно. У 1972 році Житник захищав ворота іншої команди другої ліги «Спартак» з Йошкар-Оли. У кінці 1972 року футболіст перейшов до складу команди першої ліги «Зірка» з Пермі, щоправда зіграв у її складі лише 2 матчі. У кінці 1973 року Житник перебував у складі криворізького «Кривбасу». У 1974 році Олексій Житник став гравцем команди першої ліги «Таврія» з Сімферополя. У складі сімферопольської команди не відрізнявся надійною грою, часто помилявся, і ще під час сезону покинув «Таврію», та перейшов до команди другої ліги «Металіст» з Харкова. Разом із командою Житник став срібним призером чемпіонату УРСР, та пізніше разом із командою отримав місце в першій лізі у фінальному турнірі. Проте наступного року команда знову вибула до другої ліги, і в складі команди Олексій Житник знову став срібним призером чемпіонату УРСР, проте цього разу другого місця для підвищення у класі не вистачило. У 1978 році Житник захищав ворота київського СКА. У 1979 році футболіст виступав за миколаївський «Суднобудівник». У 1980—1981 році Олексій Житник знову грав в Узбекистані за клуб другої ліги «Пахтачі». у 1982 році Житник повернувся до «Металіста», який на той час вийшов до вищої ліги, та зіграв у цьому сезоні найбільшу кількість матчів серед воротарів команди — 15. Наступного року грав лише за дублерів харківського клубу, після чого завершив виступи на футбольних полях.

## Досягнення
- Срібний призер Чемпіонату УРСР з футболу 1974.
- Срібний призер чемпіонату УРСР з футболу 1976.
- Брав участь у «бронзовому» сезоні СКА (Київ) у 2-й зоні другої ліги чемпіонату СРСР (1978), однак провів лише 7 матчів, чого замало для отримання медалей.